# Superacid
Un super acid este un acid care prezintă o aciditate mult mai mare comparativ cu acidul sulfuric de puritate 100%, care pe scara acidității lui Hammett are valoarea H0 = -12. Conform definiției moderne, un superacid este un mediu în care potențialul chimic al protonului este mai mare decât în cazul acidului sulfuric pur.
De regulă compusul comercial care poartă această denumire este un amestec de acid trifluorometansulfonic (CF
3SO
3H, cunoscut și sub denumirea de acid triflic) și acidul fluorosulfonic FSO
3H, acizi de zeci de ori mai puternici decât acidul sulfuric. Cei mai puternici superacizi se prepară prin combinarea unui acid tare de tip Lewis cu un acid tare de tip Brønsted.

## Istoric
Denumirea de superacid e datorată chimistului englez James Bryant Conant care adoptă această denumire în anul 1927 pentru a descrie acizii mult mai puternici decît acizii minerali convenționali.
George A. Olah fost premiat în anul 1994 cu premiul Nobel pentru cercetarea superacizilor și utilizarea lor în observarea și studierea carbo-cationilor. Amestecul său (numit de altfel și "acidul magic Olah"), ce are capacitatea de a ataca hidrocarburile, este o mixtură de pentafluorură de stibiu și acid fluorosulfonic. Superacidul este denumit astfel după ce unul dintre colaboratorii doctoranzi a lui Olah a scufundat o lumînare în soluția acidului magic. Lumînarea s-a dizolvat, ceea ce a demonstrat capacitatea acidului de a protona hidrocarburile (ceara conține lanțuri lungi alcanice, iar ceara sintetică este o hidrocarbură fără grupări funcționale), lucru pe care acizii normali nu îl pot face.
Acidul magic hidrolizează sub forma unei reacții puternic exoterme (explozive) în acid sulfuric (H
2SO
4) și acid fluoroantimonic (HSbF
6):
HSFO
3.SbF
5 + H
2O → H
2SO
4 + HSbF
6

## Exemple
Mai jos se regăsesc valorile acidității Hammett pentru cei mai comuni superacizi, cel mai tare fiind acidul fluoroantimonic. Creșterea acidității corespunde unei scăderi a valorii H0.
- Acid fluoroantimonic (HF:SbF5, H0 între −21 și −23)
- Acid magic (HSO3F:SbF5, H0 = −19,2)
- Acid carboran (H(HCB11X11), H0 ≤ −18, determinat indirect, depinde de substituenți)
- Acid fluoroboric (HF:BF3, H0 = −16,6)
- Acid fluorosulfuric (FSO3H, H0 = −15,1)
- Acid fluorhidric (HF, H0 = −15,1)[6]
- Acid triflic (HOSO2CF3, H0 = −14,9)
- Acid percloric (HClO4,  H0 = −13)
- Acid sulfuric (H2SO4, H0 = −11,9)